# Thế vận hội Mùa hè 2008
Thế vận hội Mùa hè 2008 (tiếng Anh: 2008 Summer Olympics), (tiếng Trung: 2008年夏季奥运会), tên chính thức là Thế vận hội Mùa hè lần thứ XXIX (tiếng Trung: 第二十九届夏季奥林匹克运动会) và được chính thức thương hiệu hóa là Bắc Kinh 2008  (tiếng Trung: 北京2008), là một sự kiện thể thao đa môn quốc tế được tổ chức từ ngày 8 đến ngày 24 tháng 8 năm 2008 tại Bắc Kinh, Trung Quốc. Tổng cộng có 10.942 vận động viên từ 204 Ủy ban Olympic Quốc gia (NOC) tham gia tranh tài ở 28 môn thể thao với 302 nội dung thi đấu, nhiều hơn một nội dung so với Thế vận hội Mùa hè 2004. Đây là lần đầu tiên Trung Quốc đăng cai Thế vận hội, và là lần thứ ba Thế vận hội Mùa hè được tổ chức tại Đông Á, sau Thế vận hội 1964 tại Tokyo, Nhật Bản và Thế vận hội 1988 tại Seoul, Hàn Quốc. Đây cũng là Thế vận hội Mùa hè thứ hai được tổ chức tại một quốc gia cộng sản, sau Thế vận hội Mùa hè 1980 tại Liên Xô (với các địa điểm tại Nga, Ukraina, Belarus và Estonia).
Bắc Kinh giành quyền đăng cai Thế vận hội 2008 vào ngày 13 tháng 7 năm 2001, vượt qua bốn đối thủ khác sau hai vòng bỏ phiếu của các thành viên Ủy ban Olympic Quốc tế (IOC). Chính phủ Cộng hòa Nhân dân Trung Hoa đã thúc đẩy mạnh mẽ Thế vận hội 2008 và đầu tư lớn vào cơ sở hạ tầng mới cùng hệ thống giao thông. Có tổng cộng 37 địa điểm được sử dụng để tổ chức thi đấu, trong đó có 12 địa điểm được xây mới phục vụ riêng cho kỳ Thế vận hội này. Các nội dung cưỡi ngựa được tổ chức tại Hồng Kông, khiến đây là kỳ Thế vận hội thứ ba mà các nội dung thi đấu diễn ra dưới quyền quản lý của hai Ủy ban Olympic Quốc gia khác nhau. Các môn thi đấu thuyền buồm diễn ra tại Thanh Đảo, còn các trận bóng đá được tổ chức ở nhiều thành phố khác nhau.
Biểu trưng chính thức của Thế vận hội 2008, mang tên “Bắc Kinh chuyển động” (舞动北京), được thiết kế bởi Quách Xuân Ninh (郭春宁), với hình ảnh cách điệu của chữ “Kinh” (京 – biểu thị cho thủ đô) theo hình dáng một người đang chuyển động, thể hiện thành phố đăng cai. Thế vận hội 2008 được 3,5 tỷ người trên toàn thế giới theo dõi, và có hành trình rước đuốc Olympic dài nhất trong lịch sử. Kỳ Thế vận hội này cũng lập nhiều kỷ lục thế giới và Olympic, đồng thời là Thế vận hội Mùa hè tốn kém nhất từ trước đến nay, và là kỳ Thế vận hội đắt đỏ thứ hai nói chung, chỉ sau Thế vận hội Mùa đông 2014 tại Sochi. Lễ khai mạc được ca ngợi bởi khán giả và giới truyền thông quốc tế là hoành tráng, mê hoặc, và theo nhiều đánh giá là “lễ khai mạc vĩ đại nhất trong lịch sử Olympic”. Bắc Kinh sau đó cũng đăng cai Thế vận hội Mùa đông 2022, trở thành thành phố đầu tiên trong lịch sử tổ chức cả Thế vận hội Mùa hè và Mùa đông.
Có tới 87 quốc gia giành được ít nhất một huy chương trong kỳ Thế vận hội này – con số chưa từng có tiền lệ. Nước chủ nhà Trung Quốc giành nhiều huy chương vàng nhất (48), trở thành quốc gia thứ bảy dẫn đầu bảng tổng sắp huy chương Thế vận hội Mùa hè, với tổng cộng 100 huy chương. Hoa Kỳ xếp thứ hai về số huy chương vàng nhưng đứng đầu về tổng số huy chương giành được (112). Nga xếp thứ ba ở cả số huy chương vàng và tổng số huy chương.
Đây là lần đầu tiên Thế vận hội Mùa hè quay trở lại châu Á kể từ kỳ Thế vận hội năm 1988 tại Hàn Quốc. Đây cũng là kỳ Thế vận hội đầu tiên của Serbia với tư cách một quốc gia độc lập kể từ năm 1912, và của Montenegro sau khi tách khỏi Serbia vào năm 2006. Đây cũng là lần đầu tiên Nepal tham gia Thế vận hội với tư cách một nước cộng hòa, cùng với lần ra mắt của Quần đảo Marshall và Tuvalu. Mông Cổ và Panama lần đầu tiên giành được huy chương vàng Olympic. Ngoài ra, Afghanistan, Mauritius, Serbia, Sudan, Tajikistan và Togo đều giành được huy chương Olympic đầu tiên của mình tại kỳ Thế vận hội này. Triều Tiên, từng diễu hành cùng Hàn Quốc dưới một lá cờ chung trong ba kỳ Thế vận hội trước mà họ tham dự (2000 tại Sydney, 2004 tại Athens và 2006 tại Turin), đã diễu hành riêng rẽ tại kỳ Thế vận hội này.

## Cuộc đua giành quyền đăng cai
| Kết quả bầu chọn Thế vận hội Mùa hè 2008 | Kết quả bầu chọn Thế vận hội Mùa hè 2008 | Kết quả bầu chọn Thế vận hội Mùa hè 2008 | Kết quả bầu chọn Thế vận hội Mùa hè 2008 |
| ---------------------------------------- | ---------------------------------------- | ---------------------------------------- | ---------------------------------------- |
| Thành phố                                | Quốc gia                                 | Vòng 1                                   | Vòng 2                                   |
| Bắc Kinh                                 | Trung Quốc                               | 44                                       | 56                                       |
| Toronto                                  | Canada                                   | 20                                       | 22                                       |
| Paris                                    | Pháp                                     | 15                                       | 18                                       |
| Istanbul                                 | Thổ Nhĩ Kỳ                               | 17                                       | 9                                        |
| Osaka                                    | Nhật Bản                                 | 6                                        | —                                        |

Trong phiên họp lần thứ 112 của IOC diễn ra tại thủ đô Moskva, Nga, vào ngày 13 tháng 7 năm 2000, Bắc Kinh vượt qua các thành phố Toronto, Paris, Istanbul và Osaka để trở thành nơi đăng cai Thế vận hội Mùa hè lần thứ 29. Trước phiên họp này, 5 thành phố khác (Băng Cốc, Cairo, La Habana, Kuala Lumpur, và Sevilla) cũng đệ trình hồ sơ xin đăng cai đến IOC nhưng không bao gồm bản tóm lược vào năm 2000. Sau vòng bỏ phiếu đầu tiên, Bắc Kinh có số phiếu vượt trội so với 4 ứng cử viên còn lại. Thành phố Osaka chỉ chiếm được 6 phiếu bầu, đứng ở vị trí cuối cùng, và bị loại khỏi cuộc đua. Đến vòng 2, Bắc Kinh chiếm được đa số phiếu, đợt bỏ phiếu lần 3 xem như không cần thiết.
Sau khi giành được quyền đăng cai, Phó Thủ tướng Trung Quốc Lý Lam Thanh tuyên bố rằng:" thắng lợi của Trung Quốc minh chứng cho sự nhìn nhận của thế giới về sự bền vững xã hội, phát triển kinh tế của Trung Quốc và đời sống khoẻ mạnh của người dân Trung Quốc." Trước đây, Bắc Kinh đã từng mất quyền đăng cai Thế vận hội Mùa hè 2000 về tay thành phố Sydney.

## Xây dựng cơ sở vật chất và công tác chuẩn bị

### Khu liên hợp thể thao
Vào tháng 5 năm 2007, Bắc Kinh tiến hành xây dựng 31 khu thể thao liên hợp trong khu vực thủ đô nhằm phục vụ thế vận hội. Chính phủ Trung Quốc cũng đầu tư nâng cấp và xây dựng 6 khu liên hợp và 59 trung tâm huấn luyện nằm ngoài Bắc Kinh. Những công trình kiến trúc lớn nhất là Sân vận động Quốc gia Bắc Kinh, Nhà thi đấu Bắc Kinh, Trung tâm thể thao dưới nước quốc gia Bắc Kinh, Trung tâm hội nghị quốc gia, Công viên Thế vận hội Bắc Kinh, và Nhà thi đấu Ngũ Khỏa Tùng. 85% ngân sách dành cho công tác xây dựng 6 khu liên hợp chính này là 2,1 tỉ đô la Mỹ (17.4 tỉ nhân dân tệ), đến từ nhiều nhà tài trợ. Nhiều nguồn tài trợ đang mong đợi có được quyền sở hữu các công trình này sau kỳ thế vận hội. Tổng cục điều hành thể dục thể thao nhà nước sẽ sở hữu và quản lý một vài khu với chức năng là những tiện ích cho những sự kiện thể thao quốc gia trong tương lai. Olympic Bắc Kinh trở thành sự kiện thể thao đắt giá nhất trong lịch sử các kỳ thế vận hội, với tổng số tiền đầu tư là 40,9 tỉ USD, tính từ năm 2001 đến 2007, vào dự án xây dựng cơ sở hạ tầng, năng lượng, giao thông, và hệ thống cung cấp nước.
Một vài môn thể thao thi đấu ngoài địa phận Bắc Kinh như môn bóng đá ở Tần Hoàng Đảo, Thượng Hải, Thẩm Dương và Thiên Tân; đua thuyền ở Thanh Đảo; và vì "tình trạng bấp bênh của các bệnh dịch ở ngựa và một số khó khăn chính trong việc thiết lập khu cách ly bệnh", môn đua ngựa diễn ra ở Hồng Kông.

#### Sân vận động Quốc gia Bắc Kinh

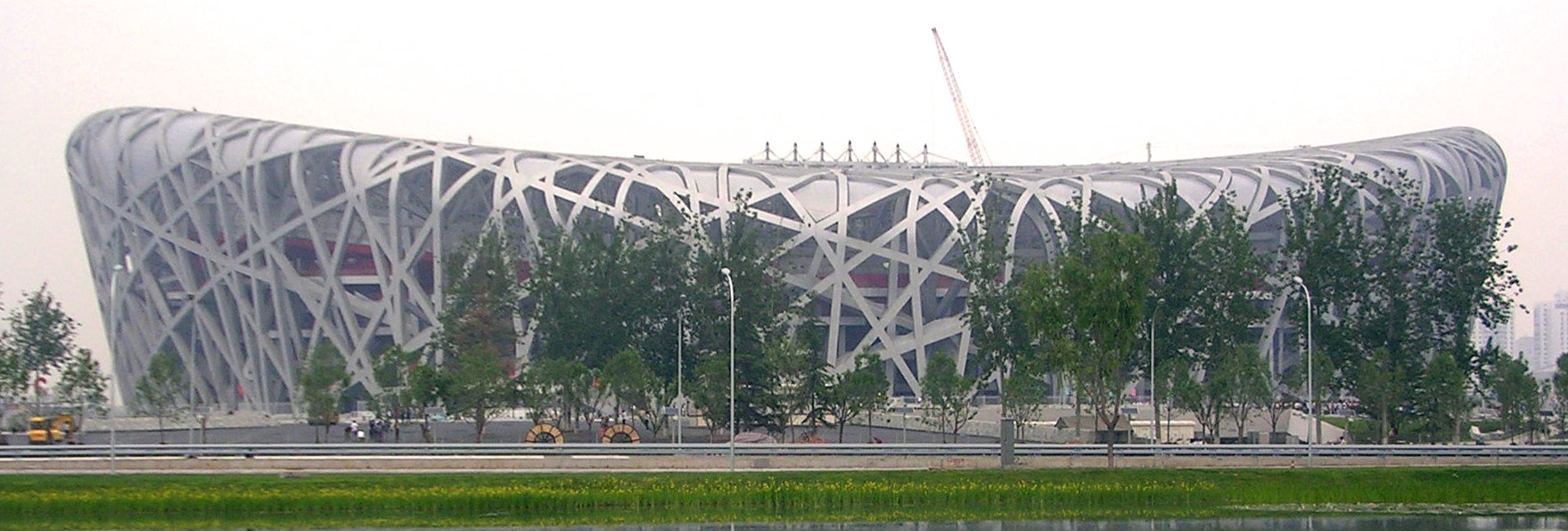
Sân vận động Quốc gia Bắc Kinh

Sân vận động Quốc gia Bắc Kinh là nơi diễn ra những sự kiện chính của Thế vận hội Mùa hè 2008, thường được gọi là sân vận động tổ chim do hình dáng của nó. Việc xây dựng sân Tổ chim bắt đầu vào ngày 24 tháng 12 năm 2000. Sân vận động Quảng Đông đã được thiết kế, xây dựng và hoàn tất vào năm 2001 cho thế vận hội, nhưng Bắc Kinh quyết định xây dựng 1 sân vận động mới. Các quan chức chính phủ Trung Quốc đã kêu gọi các nhà thiết kế trên thế giới cùng tranh tài thiết kế kiến trúc cho sân vận động mới này. Công ty Thuỵ Sĩ Herog & de Meuron Architekten AG cộng tác với Tập đoàn Xây dựng và Khảo sát Trung Quốc đã thắng. Sân vận động có khung bê tông như đan chéo nhau với sức chứa hơn 90.000 người. Ban đầu, kiến trúc sư mô tả thiết kế tổng thể tương tự như tổ chim với tầm nhìn trải rộng và mái vòm co rút phía trên khán đài. Tuy nhiên, vào năm 2004, mái vòm đã không được triển khai vì một số lý do kinh tế và an toàn.
Sân vận động Quốc gia Bắc Kinh là nơi diễn ra lễ khai mạc và bế mạc của Thế vận hội 2008, nơi thi đấu môn điền kinh và hai trận chung kết môn bóng đá.
Làng vận động viên Olympic Bắc Kinh mở cửa vào ngày 16 tháng 7 năm 2008 và cho phép tham quan từ ngày 26 tháng 7 năm 2008.

### Giao thông

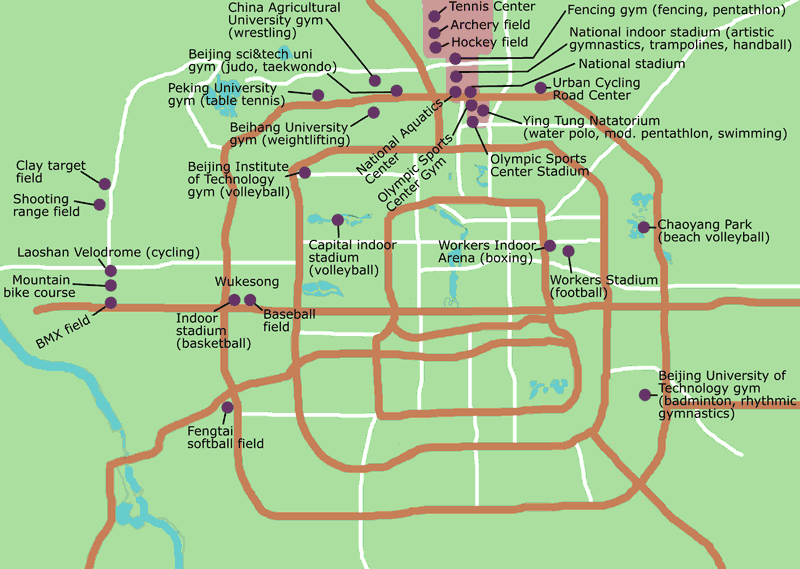
Bản đồ bố trí các địa điểm thi đấu ở Olympic Bắc Kinh

Để chuẩn bị cho thế vận hội, hệ thống tàu điện ngầm Bắc Kinh mở rộng, tăng gấp đôi kích cỡ và công suất hoạt động so với trước. Hệ thống cũ bao gồm 4 tuyến đường tàu và 64 trạm. 7 tuyến mới và hơn 80 trạm mới đã được xây dựng, bao gồm tuyến đường nối trực tiếp thành phố với sân bay quốc tế của thủ đô Bắc Kinh. Ngay tại sân bay, có 11 xe lửa tự động hoạt động, mỗi xe chứa khoảng 83 hành khách, giúp giải quyết nhu cầu di chuyển giữa các ga hàng không. Hầu hết các phương tiện giao thông này sẽ được vận hành từ ngày 30 tháng 6 năm 2008, một tháng trước ngày khai mạc Thế vận hội. Vào tháng 1 năm 2007, Ủy ban tổ chức thế vận hội Bắc Kinh (viết tắt là BOCOG) thông báo rằng xe điện ngầm sẽ gắn thêm màn hình tivi trong suốt kỳ thế vận hội để hành khách theo dõi những tin tức và sự kiện mới nhất xảy ra tại Olympic Bắc Kinh 2008; đồng thời, mạng lưới sóng di động cũng có thể hoạt động, giúp hành khách có thể sử dụng phương tiện liên lạc trong ga tàu điện ngầm. Vào ngày mùng 1 tháng 8 năm 2008, Ga Xe lửa Nam Bắc Kinh đã hoạt động lại sau 2 năm nâng cấp. Tuyến xe lửa liên tỉnh Bắc Kinh - Thiên Dương dài 120 km cũng được khánh thành cùng ngày, nối ga mới với thành phố đồng đăng cai - Thiên Tân với tốc độ di chuyển 350 km/h, cao nhất thế giới hiện nay.
Theo Tổng cục Quản lý Hàng không dân dụng Trung Quốc, 5 cấp báo động mới cho thời tiết xấu và an toàn bay sẽ được bổ sung tại sân bay. Hệ thống này được thiết kế nhằm đảm bảo độ an toàn khi di chuyển cho hơn 3 triệu khách tham quan trong nước và quốc tế đổ đến Bắc Kinh tại kỳ thế vận hội lần này.
Đối với đường bộ, Bắc Kinh lập ra 38 tuyến xe bus công cộng chính nối các địa điểm thi đấu Olympic với nhau. 2.500 xe buýt cỡ lớn và 4.500 xe buýt nhỏ, được hơn 8.000 lái xe điều khiển làm nhiệm vụ chuyên chở khán giả giữa các khu thi đấu. Trước khi thế vận hội diễn ra, hệ thống giao thông công cộng của thành phố cũng đã được điều chỉnh lại, để hợp lý hóa hơn 110 tuyến xe bus đã tồn tại từ trước.
Các vận động viên, các vị khách mời của Ủy ban Olympic và giới truyền thông sẽ được chuyên chở trong thành phố bởi đội xe 5.000 chiếc Volkswagen "tiết kiệm nhiên liệu, và thải ít khí thải".
Bắc Kinh cũng đã tạm thời thiết lập hệ thống điều chỉnh lưu lượng giao thông theo biển số xe để cải thiện tình trạng ô nhiễm không khí của thành phố. Hệ thống chính thức được áp dụng từ ngày 20 tháng 6 năm 2008, và sẽ được kéo dài trong hai tháng, từ ngày 20 tháng 6 cho đến ngày 20 tháng 9. Tùy vào số cuối cùng của biển số xe là số chẵn hay số lẻ mà xe sẽ chỉ được ra đường vào ngày chẵn hay ngày lẻ. Biện pháp này hy vọng có thể làm giảm khoảng 45% lưu lượng trong tổng số 3.3 triệu xe thường xuyên di chuyển trên đường phố Bắc Kinh. Ngoài ra, 300.000 xe cũ thải nhiều khí thải sẽ bị cấm từ ngày mùng 1 tháng 7, kế hoạch cũng cấm phần lớn các xe cộ đến từ ngoài Bắc Kinh vào thành phố. Việc tăng cường hệ thống giao thông công cộng hy vọng có thể đảm bảo được việc đi lại của hành khách, ước tính tăng khoảng hơn 4 triệu người hàng ngày trong kỳ đại hội, so với thường nhật.

### Quảng bá hình ảnh

#### Biểu trưng
Biểu tượng chính thức của Olympic Bắc Kinh 2008 được ra mắt chính thức vào ngày mùng 3 tháng 8, năm 2003 trong buổi lễ tại Thiên Đàn được tổ chức bởi Ủy ban tổ chức Thé vận hội lần thứ 29 Bắc Kinh (第29届奥林匹克运动会组织委员会 - Đệ nhị thập cửu giới áo lâm thất khắc vận động hội tổ chức ủy viên hội, gọi tắt là 北京奥组委 - Bắc Kinh áo tổ ủy).
Biểu tượng chính thức của thế vận hội, tên gọi là "Bắc Kinh nhảy múa" (舞动的北京), gồm một chữ tượng hình thể hiện một hình nhân nhảy múa, dựa theo chữ kinh (京) được viết cách điệu như bản in của một chiếc ấn Trung Hoa, để nói đến thủ đô của nước chủ nhà. Phía dưới là năm vòng tròn của lá cờ Olympic, biểu tượng của phong trào Olympic, và chữ Beijing 2008 (Bắc Kinh 2008) được viết cách điệu theo thư pháp Trung Hoa.

#### Linh vật
Linh vật chính thức của Thế vận hội mùa hè lần này là 5 Bé Phúc (福娃 Fúwá). Chúng được Cơ quan quốc gia ngiên cứu văn học cổ điển Trung Hoa giới thiệu vào ngày 11 tháng 11 năm 2005, đúng một nghìn ngày trước khi khai mạc Olympic 2008.
5 Phúc Oa là: Bối Bối (贝贝), Tinh Tinh (晶晶), Hoan Hoan (欢欢), Nghênh Nghênh (迎迎) và Ni Ni (妮妮). Nếu lấy âm đầu tiên của mỗi tên vừa rồi gắp lại với nhau, ta sẽ ghép được một câu có cách phát âm gần với « 北京欢迎你 - Běijīng huānyíng nǐ », có nghĩa là « Bắc Kinh chào đón bạn». Mỗi một bé Phúc mang một màu của phong trào Olympic. Đồng thời, mỗi một Bé Phúc cũng thể hiện một hành trong ngũ hành: Cô cá Bối Bối (贝贝), màu xanh nước biển thuộc mệnh Thủy. Chú gấu trúc Tinh Tinh (晶晶), màu đen thuộc mệnh Kim. Ngọn lửa Hoan Hoan (欢欢), màu đỏ thuộc mệnh Hoả. Chú sơn dương Tây Tạng Nghênh Nghênh (迎迎), màu vàng thuộc mệnh Thổ. Và chim yến Ni Ni (妮妮), màu xanh lá cây thuộc mệnh Mộc.

#### Khẩu hiệu
Ngày 26 tháng 6 năm 2005, BOCOG đã công bố khẩu hiệu của Olumpic lần này là « Cùng một thế giới, chung một ước mơ » (Tiếng Hoa: 同一个世界 同一个梦想; Tiếng Anh: One World, One Dream) » . Khẩu hiệu mong muốn mọi người áp dụng tinh thần Olympic để tham gia xây dựng một tương lai rực rỡ hơn cho nhân loại. Khẩu hiệu này đã được chọn trong tổng số hơn 210 000 ý tưởng được gửi đến từ khắp nơi trên thế giới.

#### Bài hát chính thức
Bài hát chính thức đầu tiên được phát hành mang tên 'We Are Ready' (Chúng tôi đã sẵn sàng), đúng một năm trước khi Thế vận hội 2008 chính thức khởi tranh. Bài hát được 133 nghệ sĩ đến từ Hồng Kông, Đài Loan, Trung Quốc đại lục, Singapore và Hàn Quốc thể hiện.
Bài hát thứ hai được phát hành mang tên Bắc Kinh đón chào bạn (tiếng Trung Quốc: 北京歡迎你, giản thể: 北京欢迎你, Bính âm: Beijing huanying ni, Hán Việt: Bắc Kinh hoan nghênh nhĩ, tiếng Anh: Beijing Welcomes You) là bài hát nhân dịp đếm ngược 100 ngày đến Olympic của Thế vận hội Mùa hè 2008 tổ chức tại Bắc Kinh. Bài hát được trình bày bởi 100 ca sĩ nổi tiếng đến từ các nước Trung Quốc, Đài Loan, Hồng Kông, Hàn Quốc, Nhật Bản, Mông Cổ và Singapore. Video của bài hát chiếu những nơi nổi tiếng ở khắp khu vực Bắc Kinh. Lời bài hát được sáng tác bởi nhạc sĩ người Hồng Kông, Lâm Tịch và nhạc được sáng tác bởi nhạc sĩ người Trung Quốc, Tiểu Kha.
Còn bài hát được hát ở lễ khai mạc Bắc Kinh 2008 là bài Bạn và tôi (我和你) được thể hiện qua giọng ca của cặp nghệ sĩ Lưu Hoan và Sarah Brightman.

### Phát sóng truyền hình
Thế vận hội lần này là kỳ Olympic đầu tiên mà chương trình thi đấu được sản xuất và phát sóng trên truyền hình hoàn toàn theo chuẩn HDTV.
| Danh sách kênh phát sóng Thế vận hội mùa hè 2008 | Danh sách kênh phát sóng Thế vận hội mùa hè 2008 | Danh sách kênh phát sóng Thế vận hội mùa hè 2008 | Danh sách kênh phát sóng Thế vận hội mùa hè 2008 |
| Quốc gia                                         | Kênh truyền hình | HDTV | Ghi chú                                          |
| ------------------------------------------------ | --- | --- | ------------------------------------------------ |
| Argentina                                        | Canal 7, TyC Sports | |                                                  |
| Úc                                               | Seven Network, SBS, 2GB - Radio | Seven HD | [ 19 ]                                           |
| Áo                                               | ORF | ORF 1 HD | [ 20 ]                                           |
| Belarus                                          | Belteleradiocompany: TV-First and LAD | | [ 21 ]                                           |
| Bỉ                                               | VRT | Één HD | [ 22 ]                                           |
| Bosna và Hercegovina                             | BHRT | | [ 23 ]                                           |
| Brasil                                           | Các kênh truyền hình sóng analog: Rede Globo Rede Bandeirantes Các kênh truyền hình cáp và vệ tinh: Sportv (Sportv 2 \| Sportv 3 \| Sportv 4 \| Sportv +) Band Sports ESPN ESPN Brasil Hệ thống Internet và điện thoại di động: Terra Networks Radio broadcast: Rádio Gaúcha Rádio CBN Rádio Globo Rádio Jovem Pan Rádio Eldorado | Free-to-air television broadcast: Rede Globo Rede Bandeirantes Cable and Satellite television broadcast: Sportv HD Globosat HD                         | [ 24 ] [ 25 ]                                    |
| Bulgaria                                         | BNT | | [ 26 ]                                           |
| Canada                                           | CBC, Radio-Canada, bold, TSN, RDS | CBC HD, Radio-Canada HD, TSN HD, RDS HD | [ 27 ] [ 28 ] [ 29 ]                             |
| Chile                                            | TVN, Canal 13; phát sóng trên mạng qua Terra Networks | | [ 30 ]                                           |
| Trung Quốc                                       | CCTV; phát sóng trên mạng qua Sohu.com | Olympics HD Channel | [ 31 ]                                           |
| Colombia                                         | Truyền hình analog: Señal Colombia, Caracol, RCN Phát sóng trên mạng qua: Terra Networks | | [ 32 ]                                           |
| Croatia                                          | HRT | | [ 33 ]                                           |
| Séc                                              | ČT (ČT2, ČT4 Sport) | | [ 34 ]                                           |
| Đan Mạch                                         | DR, TV 2 | | [ 35 ] [ 36 ]                                    |
| Liên minh châu Âu                                | Eurosport | Eurosport HD | [ 34 ]                                           |
| Phần Lan                                         | Truyền hình: YLE TV1, YLE TV2, YLE FST5 & Urheilukanava Radio: YLE Radio Suomi & YLE Radio X3M | YLE Peking HD, Eurosport HD & Saunalahti | [ 37 ] [ 38 ]                                    |
| Pháp                                             | France Télévisions | | [ 39 ]                                           |
| Đức                                              | ARD, ZDF | Anixe HD | [ 40 ]                                           |
| Hy Lạp                                           | ERT | | [ 41 ]                                           |
| Hồng Kông                                        | ATV, TVB | TVB HD ATV HD | [ 42 ]                                           |
| Hungary                                          | MTV | m1 HD, m2 HD | [ 43 ]                                           |
| Ấn Độ                                            | Doordarshan | | [ 44 ]                                           |
| Indonesia                                        | TVRI | | [ 45 ]                                           |
| Ireland                                          | RTÉ | | [ 46 ]                                           |
| Israel                                           | Truyền hình: Channel 1 Sport 5 (Kể cả Sport 5+, Sport5+ Live và Sport5+ Gold) Phát sóng trên mạng qua: sport5.co.il Phát sóng trên mạng điện thoại di động: Pelephone, Orange và Cellcom | Cable và satellite: Sport 5HD | [ 47 ] [ 48 ] [ 49 ] [ 50 ]                      |
| Ý                                                | RAI (Rai Due) | | [ 51 ]                                           |
| Nhật Bản                                         | NHK, Nippon TV (Nittele), Fuji TV, TV Asahi, TV Tokyo, Tokyo Broadcasting System (TBS) | NHK Hi-Vision (NHK G and BS-hi), Nittele HD, Fuji TV HD, TV Asahi HD, TV Tokyo Hi-Vision, TBS Hi-Vision, BS Nittele, BS Fuji, BS Asahi, BS Japan, BS-i | [ 52 ] [ 53 ]                                    |
| Latvia                                           | LTV7, LTV1 (lễ khai mạc và bế mạc) | | [ 54 ]                                           |
| Malaysia                                         | Astro, RTM | | [ 55 ] [ 56 ]                                    |
| México                                           | Televisa TV Azteca | Televisa HD TV Azteca 25HD | [ 57 ] [ 58 ] [ 59 ]                             |
| Moldova                                          | TRM | | [ 60 ]                                           |
| Mông Cổ                                          | MNB, UBS, Channel 25, TV5, TV9, NTV | | [ 61 ]                                           |
| Hà Lan                                           | NPO/NOS | Nederland 1 HD | [ 62 ]                                           |
| New Zealand                                      | TV ONE, TVNZ Sport Extra | TV ONE HD | [ 63 ]                                           |
| Na Uy                                            | NRK1, NRK2 | NRK and SportN HD | [ 64 ]                                           |
| Pakistan                                         | Geo Super | | [ 65 ]                                           |
| Philippines                                      | Truyền hình cable: Solar Sports Basketball TV Jack TV SOLAR All Access 1 and 2(PPV) Truyền hình analog: C/S ETC 2nd Avenue | | [ 66 ]                                           |
| Ba Lan                                           | TVP1, TVP2, TVP Sport | TVP HD | [ 67 ]                                           |
| Bồ Đào Nha                                       | RTP | RTP HD | [ 68 ]                                           |
| Qatar                                            | Al Jazeera Sports 1, Al Jazeera Sports 2, Al Jazeera Sports +3 | Al Jazeera Sports HD |                                                  |
| România                                          | TVR 1, TVR 2, Telesport | TVR HD | [ 69 ] [ 70 ] [ 71 ]                             |
| Nga                                              | VGTRK: Russia và Sport; cùng tin tức được cập nhật tại Vesti, Channel One, NTV Plus | NTV Plus | [ 72 ] [ 73 ]                                    |
| Singapore                                        | StarHub CableTV, MediaCorp TV | MediaCorp TV HD5 | [ 74 ] [ 75 ]                                    |
| Slovakia                                         | STV | | [ 76 ]                                           |
| Slovenia                                         | RTV Slovenija | RTV Slovenija HD Test | [ 77 ] [ 78 ]                                    |
| Nam Phi                                          | SABC, SuperSport: SSX, SSX2, SS5, SS6 (Gold), SS7 | SuperSport HD | [ 79 ]                                           |
| Hàn Quốc                                         | KBS,MBC,SBS (the Korean Pool, 2002~2008) | KBS1 HD, KBS2 HD, MBC HD, SBS HD | [ 80 ]                                           |
| Tây Ban Nha                                      | TVE1, TVE2, Teledeporte và TVE-HD | | [ 81 ]                                           |
| Sri Lanka                                        | Rupavahini | | [ 82 ]                                           |
| Thụy Điển                                        | SVT1, SVT24, Peking+, SRP4 và SR. Cũng được phát sóng qua mạng Internet tại hệ thống SVT Play và mạng điện thoại di động điều hành bởi Tele2. | SVT HD | [ 83 ] [ 84 ] [ 85 ] [ 86 ] [ 87 ]               |
| Thụy Sĩ                                          | SF TSR TSI | |                                                  |
| Đài Loan                                         | CTV, CTS, FTV, TTV | |                                                  |
| Thái Lan                                         | TVPOOL và NBT | | [ 88 ]                                           |
| Thổ Nhĩ Kỳ                                       | TRT 3 | | [ 89 ] [ 90 ]                                    |
| Ukraina                                          | First National | | [ 91 ]                                           |
| Các Tiểu vương quốc Ả Rập Thống nhất             | Dubai Sports Channel, Abu Dhabi Sports Channel | | [ 92 ]                                           |
| Anh Quốc                                         | BBC | BBC HD | [ 93 ]                                           |
| Hoa Kỳ                                           | NBC, CNBC, MSNBC, Oxygen, USA Network, Telemundo; Westwood One (radio) | CNBC HD, NBC HD, Universal HD, USA HD, NBC Soccer Channel, NBC Basketball Channel                                                                      | ,                                                |
| Venezuela                                        | Venevision, Meridiano TV, TVES | | [ 97 ]                                           |
| Việt Nam                                         | VTV và VTC | | [ 98 ]                                           |

## Hành trình rước đuốc

### Ngọn đuốc của thế vận hội 2008
Thiết kế của ngọn đuốc Olympic dựa trên cuộn giấy truyền thống và sử dụng thiết kế truyền thống gọi là "tường vân" (tường của cát tường). Ngọn đuốc có thể giữ lửa trong điều kiện sức gió là 65 km/h, nhiệt độ -40 độ C và dưới cơn mưa có lượng nước 50mm/h.
Hành trình rước đuốc, với tên gọi "Chuyến hành trình hợp nhất" kéo dài 130 ngày với đoạn đường dài 137.000 km, hành trình dài nhất trong lịch sử các cuộc rước đuốc tại thế vận hội từ năm 1936 tại Đức. Tại một số quốc gia trên tuyến đường, ngọn đuốc đã gặp nhiều người biểu tình chống các chính sách của chính phủ Trung Quốc. Theo tạp chí Times, đây là "thảm hoạ tuyên truyền" cho Trung Quốc, với lời cáo buộc về việc vi phạm nhân quyền tại đất nước Trung Quốc, đặc biệt là khu vực Tây Tạng.

### Hành trình rước đuốc

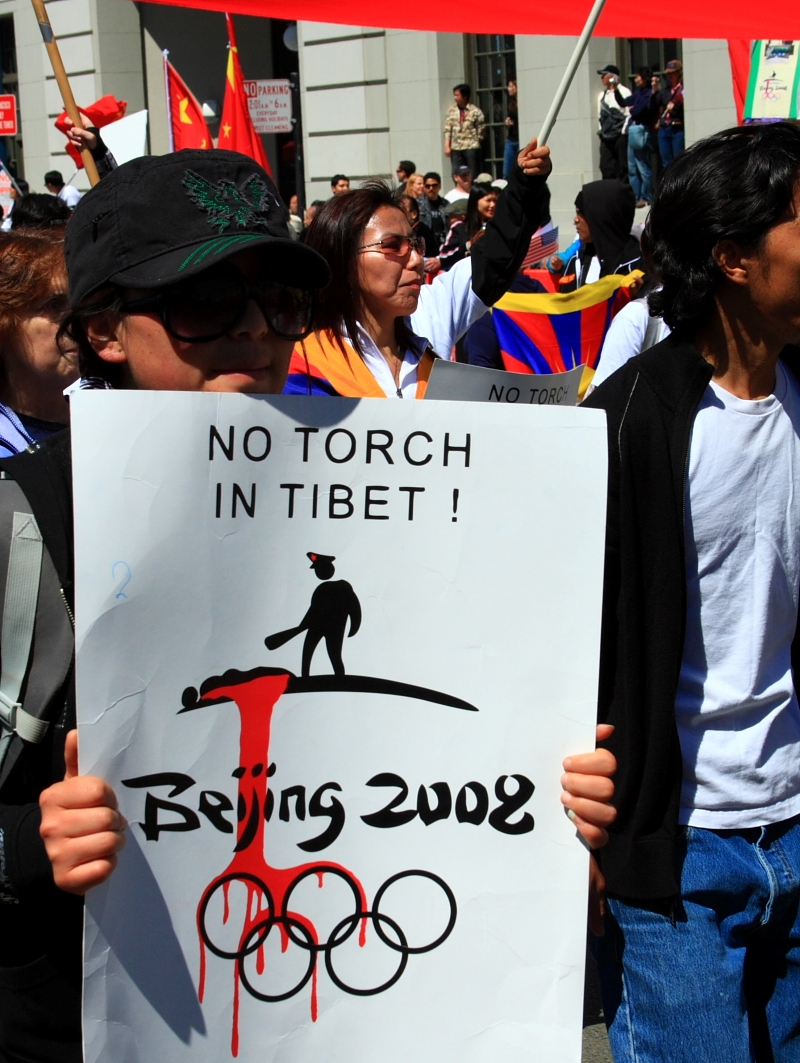
Biểu tình phản đối cuộc rước đuốc

Ngọn đuốc được đưa từ ngày 24/3/2008, bắt đầu từ đỉnh Olympia tại Hy Lạp. Tiếp đó, ngọn đuốc băng qua Hy Lạp đến sân vận động Panathinaiko tại thủ đô Athens, đến Bắc Kinh ngày 31/3/2008. Từ Bắc Kinh, ngọn đuốc bắt đầu chuyến du hành qua khắp các châu lục, ngoại trừ Nam Cực, ghé qua các thành phố nằm trên con đường tơ lụa, con đường nối liền Trung Quốc với phần còn lại của thế giới xưa. Khoảng 21.880 người, được tuyển chọn bởi nhiều tổ chức, tham gia rước đuốc.
Ngọn lửa thiêng Olympic được đem đến đỉnh Everest theo đoạn dường "cao tốc" dài 108 km nằm 1 bên ngọn núi, phía giáp với cao nguyên Tây Tạng, được xây dựng riêng cho cuộc rước đuốc. Dự án trị giá 19.7 triệu đô này kéo dài từ địa phận Tingri của quận Xigazê đến trại dừng chân dưới chân núi Everest. Vào tháng 3 năm 2008, Trung Quốc đã cấm các nhà leo núi đến khu vực này; sau đó, Trung Quốc thuyết phục chính phủ Nepal đóng cửa khu vực núi Everest thuộc lãnh thổ Nepal, chính thức bày tỏ mối lo ngại về môi trường tại khu vực. Việc này cũng cho thấy Trung Quốc lo ngại các nhà hoạt động tại Tây Tạng có thể gây ra những bất lợi cho quá trình rước đuốc lên "nóc nhà thế giới".
Ban đầu, ngọn đuốc dự định sau khi qua Việt Nam sẽ đến Đài Loan rồi về Hồng Kông. Tuy nhiên, chính phủ Đài Loan đã bác bỏ đề nghị trên, cho rằng lộ trình qua Đài Loan hiện diện như một phần lộ trình nội địa trên đất nước Trung Hoa, không phải là lộ trình quốc tế. Việc quốc kỳ và quốc ca của Trung Hoa Dân quốc bị cấm dọc theo lộ trình cũng là một phần của lời bác bỏ. Đài Loan và Trung Quốc đều đổ lỗi cho nhau vì lôi vấn đề chính trị vào sự kiện quốc tế này.

## Thế vận hội

### Lễ khai mạc
Lễ khai mạc Thế vận hội Mùa hè 2008 diễn ra tại Sân Vận Động Quốc gia Bắc Kinh vào ngày mùng 8 tháng 8, năm 2008 lúc 8 giờ tối (giờ Trung Quốc, múi giờ UTC+8). Con số 8 mang ý nghĩa thịnh vượng và tự tin trong truyền thống văn hoá Trung Hoa. Buổi lễ được đạo diễn bởi nhà làm phim Trương Nghệ Mưu với sự tham gia trình diễn của 15.000 diễn viên.
Bề dày văn hoá nghệ thuật Trung Hoa cổ bao quát lễ khai mạc. Bắt đầu bằng tiếng trống Fou đếm lùi thời gian, cuộn giấy khổng lồ bất thình lình hiện ra và trở thành sân khấu chính của buổi biểu diễn. Bài hát chính thức của Olympic 2008, tựa đề "Bạn và Tôi" vang lên với giọng ca của nữ ca sĩ người Anh Sarah Brightman và nam danh ca Trung Quốc Lưu Hoan.
Cựu vận động viên Lý Ninh được vinh dự nhóm lên ngọn lửa thiêng tại sân vận động quốc gia.
Thứ tự diễu hành của các đoàn vận động viên cũng khác biệt so với những lễ khai mạc trước đây. Thay vì tiến vào sân vận động theo thứ tự bảng chữ cái La-tinh, các đoàn vận động viên (từ nhỏ đến lớn) diễu hành theo số nét trong tên theo phiên âm tiếng Hoa của quốc gia mình. Ví dụ như Australia (một trong những đoàn đầu tiên theo thứ tự thông thường) trở thành đoàn cuối cùng bước vào sân vận động vì chữ đầu tiên trong tên của quốc gia này (澳大利亚, Hoa giản thể) có 16 nét. Đất nước của truyền thống Olympic Hy Lạp diễu hành đầu tiên và nước chủ nhà Trung Quốc sau cùng cũng là một điểm đáng lưu ý.
Cả thế giới nhìn nhận buổi lễ khai mạc "ngoạn mục và phi chính trị". Nhưng một vài chi tiết kỹ xảo được sử dụng cũng đã bị phanh phui sau buổi lễ. Đầu tiên là màn pháo hoa mà khán giả truyền hình được chứng kiến bao gồm nhiều hình ảnh được vẽ trước bằng đồ họa vi tính và ghép vào đoạn phim, do Ban tổ chức vì lý do an ninh đã quyết định không cho máy bay trực thăng bay quanh sân vận động để quay cảnh này. Tiếp sau là sự kiện cô bé Lâm Diệu Khả, ca sĩ nhí hát bài Ca xướng tổ quốc trong lễ khai mạc, bị phát hiện hát nhép. Người trình diễn ca khúc này là một bé gái khác, tên là Dương Bái Nghi, có chất giọng hoàn hảo nhưng không được lên hình do bị sún răng và có ngoại hình kém hơn Lâm Diệu Khả. Chi tiết không chính xác cuối cùng bị phát hiện là việc hình ảnh 56 em nhỏ rước lá cờ Trung Hoa tiến vào Sân vận động, trong đó có 55 em mặc các trang phục khác nhau của các dân tộc thiểu số Trung Quốc, dù đã tuyên bố em nhỏ mặc sắc phục của dân tộc nào đều chính xác là người dân tộc đó, nhưng thật ra, tất cả các em đều là người Hán.
Hơn 100 nhà cầm quyền cấp cao, các nguyên thủ quốc gia và chủ tịch nước cùng 170 Bộ trưởng Bộ Thể thao đã tham dự trong lễ khai mạc Olympic Bắc Kinh 2008.

### Lễ bế mạc
Lễ bế mạc Thế vận hội Mùa hè 2008 diễn ra tại Sân Vận Động Quốc gia Bắc Kinh vào ngày mùng 24 tháng 8 năm 2008 lúc 8 giờ tối (giờ Trung Quốc, múi giờ UTC+8).
Trong buổi lễ cũng có lễ bàn giao quyền tổ chức Thế vận hội giữa Bắc Kinh và Luân Đôn. Ông Quách Kim Long, Thị trưởng Bắc Kinh, đã trao lại lá cờ Olympic cho vị thị trưởng London là ông Boris Johnson, kèm theo sau đó là màn trình diễn ngắn của các nghệ sĩ Anh quốc do Ủy ban tổ chức Thế vận hội London (London Organising Committee for the Olympic Games - LOGOG) thực hiện.

### Các đoàn tham dự Thế vận hội 2008

Các quốc gia tham dự Thế vận hội lần này

Sau buổi lễ khai mạc diễn ra ngày 8 tháng 8 năm 2008, 205 quốc gia có Ủy ban Olympic (trừ Brunei) đã cử đoàn vận động viên tham gia tranh tài ở các nội dung. Trung Quốc và Mỹ là 2 đoàn lớn nhất với số lượng thành viên lần lượt là 639 và 539 người. Một số quốc gia chỉ cử 1 vận động viên làm đại diện tham dự Olympic.
Thế vận hội lần này chào đón sự tham dự của 3 thành viên mới lần đầu tham dự là: quần đảo Marshall, Montenegro, và Tuvalu.
Vận động viên bơi lội Nam Phi Natalie du Toit, người đã giành được 5 huy chương vàng trong Thế vận hội dành cho người khuyết tật tại Athens năm 2004, đủ tiêu chuẩn để tranh tài tại Thế vận hội Olympic Bắc Kinh, trở thành vận động viên khuyết tật đầu tiên đủ tiêu chuẩn tham gia thi đấu tại thế vận hội (sau vận động viên Olivér Halassy vào năm 1936). Một vận động viên khác là Natalia Partyka (cụt cẳng tay phải bẩm sinh) tham gia tranh tài nội dung bóng bàn cho tuyển Ba Lan.
| Dưới đây là danh sách các quốc gia tham dự Thế vận hội Mùa hè 2008 (trong ngoặc là số vận động viên của mỗi đoàn) \| - Afghanistan (4) - Albania (11) - Algérie (62) - Samoa thuộc Mỹ (5) - Andorra (5) - Angola (32) - Antigua và Barbuda (5) - Argentina (137) - Armenia (25) - Aruba (2) - Úc (433) - Áo (72) - Azerbaijan (39) - Bahamas (19) - Bahrain (15) - Bangladesh (5) - Barbados (6) - Belarus (181) - Bỉ (96) - Belize (3) - Bénin (5) - Bermuda (6) - Bhutan (2) - Bolivia (6) - Bosna và Hercegovina (5) - Botswana (12) - Brasil (277) - Quần đảo Virgin thuộc Anh (2) - Bulgaria (72) - Burkina Faso (2) - Burundi (3) - Campuchia (4) - Cameroon (33) - Canada (332) - Cabo Verde (3) - Quần đảo Cayman (4) - Trung Phi (3) - Tchad (2) - Chile (27) - Trung Quốc (639) - Đài Bắc Trung Hoa (80) - Colombia (64) - Comoros (3) - Cộng hòa Dân chủ Congo (5) - Cộng hòa Congo (3) - Quần đảo Cook (4) - Costa Rica (8) - Bờ Biển Ngà (20) - Croatia (105) - Cuba (149) - Síp (17) - Cộng hòa Séc (134) - Đan Mạch (84) - Djibouti (2) - Dominica (1) - Cộng hòa Dominica (25) - Ecuador (25) - Ai Cập (103) - El Salvador (11) - Guinea Xích Đạo (3) - Eritrea (9) - Estonia (47) - Ethiopia (22) - Fiji (6) - Phần Lan (58) - Pháp (323) - Micronesia (15) - Macedonia (7) \| - Gabon (4) - Gambia (3) - Gruzia (35) - Đức (463) - Ghana (9) - Anh Quốc (312) - Hy Lạp (159) - Grenada (1) - Guam (5) - Guatemala (12) - Guinée (5) - Guiné-Bissau (3) - Guyana (5) - Haiti (10) - Honduras (25) - Hồng Kông (34) - Hungary (171) - Iceland (28) - Ấn Độ (57) - Indonesia (24) - Iran (55) - Iraq (4) - Ireland (54) - Israel (43) - Ý (344) - Jamaica (56) - Nhật Bản (351) - Jordan (7) - Kazakhstan (132) - Kenya (56) - Kiribati (2) - CHDCND Triều Tiên (63) - Hàn Quốc (267) - Kuwait (6) - Kyrgyzstan (21) - Lào (4) - Latvia (50) - Liban (5) - Lesotho (4) - Liberia (3) - Libya (7) - Liechtenstein (2) - Litva (71) - Luxembourg (12) - Madagascar (4) - Malawi (4) - Malaysia (33) - Maldives (4) - Mali (17) - Malta (6) - Quần đảo Marshall (5) - Mauritanie (2) - Mauritius (12) - México (85) - Moldova (31) - Monaco (5) - Mông Cổ (29) - Montenegro (31) - Maroc (57) - Mozambique (5) - Myanmar (6) - Namibia (9) - Nauru (1) - Nepal (8) - Hà Lan (245) - Antille thuộc Hà Lan (3) - New Zealand (182) - Nicaragua (6) \| - Niger (5) - Nigeria (33) - Na Uy (85) - Oman (5) - Pakistan (21) - Palau (6) - Palestine (4) - Panama (3) - Papua New Guinea (7) - Paraguay (5) - Perú (12) - Philippines (15) - Ba Lan (268) - Bồ Đào Nha (77) - Puerto Rico (22) - Qatar (22) - România (102) - Nga (467) - Rwanda (4) - Saint Kitts và Nevis (4) - Saint Lucia (6) - Saint Vincent và Grenadines (2) - São Tomé và Príncipe (3) - Samoa (6) - San Marino (4) - Ả Rập Xê Út (16) - Sénégal (12) - Serbia (92) - Seychelles (8) - Sierra Leone (3) - Singapore (25) - Slovakia (57) - Slovenia (62) - Quần đảo Solomon (3) - Somalia (2) - Nam Phi (136) - Tây Ban Nha (286) - Sri Lanka (8) - Sudan (8) - Suriname (4) - Eswatini (5) - Thụy Điển (97 và 11 đội tuyển) - Thụy Sĩ (84) - Syria (8) - Tajikistan (13) - Tanzania (1) - Thái Lan (51) - Đông Timor (2) - Togo (3) - Tonga (3) - Trinidad và Tobago (30) - Tunisia (32) - Thổ Nhĩ Kỳ (68) - Turkmenistan (10) - Tuvalu (3) - Uganda (15) - Ukraina (254)[104] - UAE (8) - Hoa Kỳ (596) - Uruguay (12) - Uzbekistan (58) - Vanuatu (3) - Venezuela (109) - Việt Nam (21) - Quần đảo Virgin thuộc Mỹ (5) - Yemen (5) - Zambia (8) - Zimbabwe (13) \| | | |
| - Afghanistan (4) - Albania (11) - Algérie (62) - Samoa thuộc Mỹ (5) - Andorra (5) - Angola (32) - Antigua và Barbuda (5) - Argentina (137) - Armenia (25) - Aruba (2) - Úc (433) - Áo (72) - Azerbaijan (39) - Bahamas (19) - Bahrain (15) - Bangladesh (5) - Barbados (6) - Belarus (181) - Bỉ (96) - Belize (3) - Bénin (5) - Bermuda (6) - Bhutan (2) - Bolivia (6) - Bosna và Hercegovina (5) - Botswana (12) - Brasil (277) - Quần đảo Virgin thuộc Anh (2) - Bulgaria (72) - Burkina Faso (2) - Burundi (3) - Campuchia (4) - Cameroon (33) - Canada (332) - Cabo Verde (3) - Quần đảo Cayman (4) - Trung Phi (3) - Tchad (2) - Chile (27) - Trung Quốc (639) - Đài Bắc Trung Hoa (80) - Colombia (64) - Comoros (3) - Cộng hòa Dân chủ Congo (5) - Cộng hòa Congo (3) - Quần đảo Cook (4) - Costa Rica (8) - Bờ Biển Ngà (20) - Croatia (105) - Cuba (149) - Síp (17) - Cộng hòa Séc (134) - Đan Mạch (84) - Djibouti (2) - Dominica (1) - Cộng hòa Dominica (25) - Ecuador (25) - Ai Cập (103) - El Salvador (11) - Guinea Xích Đạo (3) - Eritrea (9) - Estonia (47) - Ethiopia (22) - Fiji (6) - Phần Lan (58) - Pháp (323) - Micronesia (15) - Macedonia (7) | - Gabon (4) - Gambia (3) - Gruzia (35) - Đức (463) - Ghana (9) - Anh Quốc (312) - Hy Lạp (159) - Grenada (1) - Guam (5) - Guatemala (12) - Guinée (5) - Guiné-Bissau (3) - Guyana (5) - Haiti (10) - Honduras (25) - Hồng Kông (34) - Hungary (171) - Iceland (28) - Ấn Độ (57) - Indonesia (24) - Iran (55) - Iraq (4) - Ireland (54) - Israel (43) - Ý (344) - Jamaica (56) - Nhật Bản (351) - Jordan (7) - Kazakhstan (132) - Kenya (56) - Kiribati (2) - CHDCND Triều Tiên (63) - Hàn Quốc (267) - Kuwait (6) - Kyrgyzstan (21) - Lào (4) - Latvia (50) - Liban (5) - Lesotho (4) - Liberia (3) - Libya (7) - Liechtenstein (2) - Litva (71) - Luxembourg (12) - Madagascar (4) - Malawi (4) - Malaysia (33) - Maldives (4) - Mali (17) - Malta (6) - Quần đảo Marshall (5) - Mauritanie (2) - Mauritius (12) - México (85) - Moldova (31) - Monaco (5) - Mông Cổ (29) - Montenegro (31) - Maroc (57) - Mozambique (5) - Myanmar (6) - Namibia (9) - Nauru (1) - Nepal (8) - Hà Lan (245) - Antille thuộc Hà Lan (3) - New Zealand (182) - Nicaragua (6) | - Niger (5) - Nigeria (33) - Na Uy (85) - Oman (5) - Pakistan (21) - Palau (6) - Palestine (4) - Panama (3) - Papua New Guinea (7) - Paraguay (5) - Perú (12) - Philippines (15) - Ba Lan (268) - Bồ Đào Nha (77) - Puerto Rico (22) - Qatar (22) - România (102) - Nga (467) - Rwanda (4) - Saint Kitts và Nevis (4) - Saint Lucia (6) - Saint Vincent và Grenadines (2) - São Tomé và Príncipe (3) - Samoa (6) - San Marino (4) - Ả Rập Xê Út (16) - Sénégal (12) - Serbia (92) - Seychelles (8) - Sierra Leone (3) - Singapore (25) - Slovakia (57) - Slovenia (62) - Quần đảo Solomon (3) - Somalia (2) - Nam Phi (136) - Tây Ban Nha (286) - Sri Lanka (8) - Sudan (8) - Suriname (4) - Eswatini (5) - Thụy Điển (97 và 11 đội tuyển) - Thụy Sĩ (84) - Syria (8) - Tajikistan (13) - Tanzania (1) - Thái Lan (51) - Đông Timor (2) - Togo (3) - Tonga (3) - Trinidad và Tobago (30) - Tunisia (32) - Thổ Nhĩ Kỳ (68) - Turkmenistan (10) - Tuvalu (3) - Uganda (15) - Ukraina (254) - UAE (8) - Hoa Kỳ (596) - Uruguay (12) - Uzbekistan (58) - Vanuatu (3) - Venezuela (109) - Việt Nam (21) - Quần đảo Virgin thuộc Mỹ (5) - Yemen (5) - Zambia (8) - Zimbabwe (13) |

## Các môn thể thao
| - Ba môn phối hợp (2) - Bắn cung (4) - Bắn súng (15) - Bóng bàn (4) - Bóng chày (1) - Bóng chuyền (4) - Bóng đá (2) - Bóng mềm (1) | - Bóng ném (2) - Bóng rổ (2) - Canoeing (16) - Cầu lông (5) - Chèo thuyền (14) - Cử tạ (15) - Cưỡi ngựa (6) - Điền kinh (47) | - Đấu kiếm (10) - Judo (14) - Khúc côn cầu trên cỏ (2) - Năm môn phối hợp (2) - Quần vợt (4) - Quyền Anh (11) - Taekwondo (8) - Thể dục dụng cụ (18) | - Thể thao dưới nước - Bóng nước (2) - Bơi (34) - Bơi nghệ thuật (2) - Nhảy cầu (8) - Thuyền buồm (11) - Vật (18) - Xe đạp (18) |

## Lịch thi đấu
Sau đây là lịch thi đấu chính thức tại Thế vận hội Mùa hè 2008.
| ● | Lễ khai mạc | ● | Tranh tài | ● | Chung kết | ● | Đêm giao lưu | ● | Lễ bế mạc |

| Ngày trong tháng 8   | 06 | 07 | 08 | 09 | 10 | 11 | 12 | 13 | 14 | 15 | 16 | 17 | 18 | 19 | 20 | 21 | 22 | 23 | 24 | T   |
| -------------------- | -- | -- | -- | -- | -- | -- | -- | -- | -- | -- | -- | -- | -- | -- | -- | -- | -- | -- | -- | --- |
| Môn thi đấu          |    |    | ●  |    |    |    |    |    |    |    |    |    |    |    |    |    |    |    | ●  |     |
| Bắn cung             |    |    |    |    | ●  | ●  |    |    | ●  | ●  |    |    |    |    |    |    |    |    |    | 4   |
| Điền kinh            |    |    |    |    |    |    |    |    |    | ●  | ●  | ●  | ●  | ●  | ●  | ●  | 7  | 7  | ●  | 47  |
| Cầu lông             |    |    |    |    |    |    |    |    |    | ●  | ●  | ●  |    |    |    |    |    |    |    | 5   |
| Bóng chày            |    |    |    |    |    |    |    |    |    |    |    |    |    |    |    |    |    | ●  |    | 1   |
| Bóng rổ              |    |    |    |    |    |    |    |    |    |    |    |    |    |    |    |    |    | ●  | ●  | 2   |
| Quyền Anh            |    |    |    |    |    |    |    |    |    |    |    |    |    |    |    |    |    | ●  | ●  | 11  |
| Canoeing             |    |    |    |    |    |    | ●  |    | ●  |    |    |    |    |    |    |    | ●  | ●  |    | 16  |
| Xe đạp               |    |    |    | ●  | ●  |    |    | ●  |    | ●  | ●  | ●  | ●  | ●  |    | ●  | ●  | ●  |    | 18  |
| Nhảy cầu             |    |    |    |    | ●  | ●  | ●  | ●  |    |    |    | ●  |    | ●  |    | ●  |    | ●  |    | 8   |
| Đua ngựa             |    |    |    |    |    |    | ●  |    | ●  |    |    |    | ●  | ●  |    | ●  |    |    |    | 6   |
| Đấu kiếm             |    |    |    | ●  | ●  | ●  | ●  | ●  | ●  | ●  | ●  | ●  |    |    |    |    |    |    |    | 10  |
| Khúc côn cầu trên cỏ |    |    |    |    |    |    |    |    |    |    |    |    |    |    |    |    | ●  | ●  |    | 2   |
| Bóng đá              |    |    |    |    |    |    |    |    |    |    |    |    |    |    |    | ●  |    | ●  |    | 2   |
| Thể dục dụng cụ      |    |    |    |    |    |    | ●  | ●  | ●  | ●  |    | ●  | ●  | ●  |    |    |    | ●  | ●  | 18  |
| Bóng ném             |    |    |    |    |    |    |    |    |    |    |    |    |    |    |    |    |    | ●  | ●  | 2   |
| Judo                 |    |    |    | 2  | 2  | 2  | 2  | 2  | 2  | 2  |    |    |    |    |    |    |    |    |    | 14  |
| Năm môn phối hợp     |    |    |    |    |    |    |    |    |    |    |    |    |    |    |    | 1  | 1  |    |    | 2   |
| Rowing               |    |    |    |    |    |    |    |    |    |    | 7  | 7  |    |    |    |    |    |    |    | 14  |
| Đua thuyền           |    |    |    |    |    |    |    |    |    |    | 2  | 1  | 2  | 2  | 2  | 2  |    |    |    | 11  |
| Bắn súng             |    |    |    | 2  | 2  | 2  | 2  | 1  | 2  | 1  | 2  | 1  |    |    |    |    |    |    |    | 15  |
| Bóng mềm             |    |    |    |    |    |    |    |    |    |    |    |    |    |    |    | ●  |    |    |    | 1   |
| Bơi lội              |    |    |    |    | 4  | 4  | 4  | 4  | 4  | 4  | 4  | 4  |    |    | ●  | ●  |    |    |    | 34  |
| Bơi nghệ thuật       |    |    |    |    |    |    |    |    |    |    |    |    |    |    | ●  |    |    | ●  |    | 2   |
| Bóng bàn             |    |    |    |    |    |    |    |    |    |    |    | ●  | ●  |    |    |    | ●  | ●  |    | 4   |
| Taekwondo            |    |    |    |    |    |    |    |    |    |    |    |    |    |    | 2  | 2  | 2  | 2  |    | 8   |
| Quần vợt             |    |    |    |    |    |    |    |    |    |    | ●  | ●  |    |    |    |    |    |    |    | 4   |
| Ba môn phối hợp      |    |    |    |    |    |    |    |    |    |    |    |    | ●  | ●  |    |    |    |    |    | 2   |
| Bóng chuyền          |    |    |    |    |    |    |    |    |    |    |    |    |    |    |    | ●  | ●  | ●  | ●  | 4   |
| Bóng nước            |    |    |    |    |    |    |    |    |    |    |    |    |    |    |    | ●  |    |    | ●  | 2   |
| Cử tạ                |    |    |    | ●  | ●  | ●  | ●  | ●  |    | ●  | ●  | ●  | ●  | ●  |    |    |    |    |    | 15  |
| Đấu vật              |    |    |    |    |    |    | ●  | ●  | ●  |    | ●  | ●  |    | ●  | ●  | ●  |    |    |    | 18  |
| Ngày trong tháng 8   | 06 | 07 | 08 | 09 | 10 | 11 | 12 | 13 | 14 | 15 | 16 | 17 | 18 | 19 | 20 | 21 | 22 | 23 | 24 | 302 |

## Bảng tổng sắp huy chương
Dưới đây là 10 quốc gia giành nhiều huy chương nhất tại Thế vận hội 2008.
| Hạng                | NOC                 | Vàng | Bạc | Đồng | Tổng số |
| ------------------- | ------------------- | ---- | --- | ---- | ------- |
| 1                   | Trung Quốc          | 48   | 22  | 30   | 100     |
| 2                   | Hoa Kỳ              | 36   | 39  | 37   | 112     |
| 3                   | Nga                 | 24   | 13  | 23   | 60      |
| 4                   | Anh Quốc            | 19   | 13  | 19   | 51      |
| 5                   | Đức                 | 16   | 11  | 14   | 41      |
| 6                   | Úc                  | 14   | 15  | 17   | 46      |
| 7                   | Hàn Quốc            | 13   | 11  | 8    | 32      |
| 8                   | Nhật Bản            | 9    | 8   | 8    | 25      |
| 9                   | Ý                   | 8    | 9   | 10   | 27      |
| 10                  | Pháp                | 7    | 16  | 20   | 43      |
| 11–87               | Các nước còn lại    | 108  | 146 | 167  | 421     |
| Tổng số (87 đơn vị) | Tổng số (87 đơn vị) | 302  | 303 | 353  | 958     |

## Sự kiện nổi bật
- Vận động viên bơi lội Hoa Kỳ Michael Phelps phá vỡ kỷ lục số huy chương vàng đạt được trong một Thế vận hội sau khi đoạt được huy chương vàng thứ 8 tại Bắc Kinh.
- Vận động viên điền kinh Jamaica Usain Bolt đoạt huy chương vàng trong môn chạy cự ly 100 mét và 200 mét tại Thế vận hội, phá vỡ kỷ lục thế giới với thời gian 9,69 và 19,30 giây.
- Trong kỳ Thế vận hội này, lần đầu tiên có ba VĐV khuyết tật đạt đủ điều kiện để tham gia tranh tài cùng những VĐV bình thường là VĐV bơi lội Natalie du Toit và VĐV điền kinh Oscar Pistorius[cần dẫn nguồn], cả hai đều là người Nam Phi và VĐV bóng bàn Natalia Partyka người Ba Lan.
- Trung Quốc lần đầu tiên trong lịch sử giữ vị trí nhất bảng tổng sắp Huy chương vàng toàn đoàn một Thế vận hội Mùa hè với 51 HCV, bỏ cách đoàn xếp thứ hai là Hoa Kỳ (từng nhiều năm đứng đầu bảng) tới 15 HCV, tuy tổng số huy chương đoạt được thua đoàn Hoa Kỳ.